# Hàng không năm 1931
Đây là danh sách các sự kiện hàng không nổi bật xảy ra trong năm 1931:

## Các sự kiện
- Công ty sản xuất máy bay Airspeed Ltd được thành lập ởYork, Anh.
- Cuộc đua máy bay tranh Cúp Bendix trophy đầu tiên.

### Tháng 1
- 6 tháng 1 - Italo Balbo đứng đầu một nhóm máy bay thực hiện chuyến bay xuyên qua Nam Đại Tây Dương. 12 chiếc Savoia-Marchetti S.55 bay từ Portuguese Guinea đến Brasil.
- 7 tháng 1 - Guy Menzies thực hiện chuyến bay vận chuyển đầu tiên một mình không dừng (từ Australia đến New Zealand) trong 11 giờ 45 phút, khi hạ cánh máy bay đã va chạm, chiếc máy bay thể thao hiệu Avro của anh ta gặp sự cố ở miền Tây New Zealand.

### Tháng 2
- 26 tháng 2 - Imperial Airways bắt đầu các dịch vụ bay giữa Anh và Châu Phi sử dụng những chiếc Armstrong Whitworth Argosy.

### Tháng 3
- 26 tháng 3 - Swissair được thành lập do sự hợp nhất giữa Ad Astra Aero và Balair.
- 31 tháng 3 - Một vụ va chạm khi đang hạ cánh giữa một chiếc TWA Flight 599 và một chiếc Fokker F.10 tại Bazaar, Kansas là vụ va chạm khi đang hạ cánh đầu tiên. Việc hạ cánh theo quy định đã được Bộ Thương mại Hoa Kỳ áp dụng.

### Tháng 5
- 27 tháng 5 - Giáo sư người Thụy Sĩ Auguste Piccard và phụ tá tên là Kipfer đã đưa một khí cầu lên đến tầng bình lưu (15.781 m), nó bay lên ở Augsburg và tiếp đất trên một sông băng ở Áo.

### Tháng 6
- 11 tháng 6 - 40 chiếc máy bay 2 tầng cánh Handley Page HP-42 (4 động cơ) bắt đầu hoạt động trong hãng hàng không Imperial Airways của Anh, thiết lập một tiêu chuẩn trong hoạt động phục vụ hành khách.
- 23 tháng 6-1 tháng 7 - Wiley Post và Harold Gatty bay vòng quanh thế giới trên một chiếc Lockheed Vega, có tên gọi là Winnie Mae, quãng đường bay dài 15.474 dặm trong 8 ngày 15 giờ 51 phút - một kỷ lục thế giới mới.

### Tháng 7
- 22 tháng 7-1 tháng 9 - Ngài Alan Cobham và phi hành đoàn thực hiện một chuyến bay 2 chiều giữa Anh và Belgian Congo với quãng đường dài 19.800 km (12.300 mile) trên một chiếc Short Valletta.

### Tháng 8
- 29 tháng 8 - Khí cầu Graf Zeppelin là chiếc khí cầu đầu tiên bay trên tuyến đường bay giữa Đức và Brasil.

### Tháng 9
- 13 tháng 9 - Trung úy John Nelson Boot người Anh đã giành chiến thắng trong cuộc đua máy bay tranh Cúp Schneider. Anh ta hoàn thành vòng đua tại Calshot Spit trên một chiếc Supermarine S.6B đạt vận tốc 547.297 km/h (340.1 mph).

### Tháng 10
- 1 tháng 10 - KLM bắt đầu các chuyến bay dịch vụ giữa Amsterdam và Batavia bằng những chiếc Fokker F.XII. Với quãng đường dài 13.744 km (8.540 miles), đây là tuyến đường bay thương mại dài nhất thế giới vào thời điểm đó.
- 3 tháng 10-5 - Hugh Herndon và Clyde Pangborn thực hiện chuyến bay không dừng đầu tiên xuyên qua Thái Binh Dương, từ Bãi biển Samushiro, Nhật Bản, đến Wenatchee, Washington trong 41 giờ trên một chiếc Bellanca Skyrocket.

### Tháng 11
- 2 tháng 11 - Phi đội VS-15M và VS-14M thuộc thủy quân lục chiến Hoa Kỳ được biên chế hoạt động trên tàu sân bay USS Lexington và USS Saratoga, đây là những phi đội của quân đoàn không quân đầu tiên được biên chế trên các tàu sân bay.

## Chuyến bay đầu tiên

### Tháng 3
- 3 tháng 3 - Fairey Gordon
- 25 tháng 3 - Hawker Fury

### Tháng 9
- Heinkel He 59

### Tháng 10
- 26 tháng 10 - De Havilland Tiger Moth DH.82 mẫu thử nghiệm G-ABRC
- 31 tháng 10 - Westland Wallace

### Tháng 11
- 27 tháng 11 - Fairey Seal

### Tháng 12
- 29 tháng 12 - Hawker Audax

## Bắt đầu hoạt động

### Tháng 10
- 27 tháng 10 - Tàu sân bay USS Akron hoạt động trong Hải quân Hoa Kỳ

### Tháng 11
- 19 tháng 11 - Sikorsky S-40 trong hãng hàng không Pan American